# 月湖楼氏
月湖楼氏，又称“明州楼氏”，是浙江楼氏之一，主要栖居地为宁波鄞县（今宁波市鄞州区）。月湖楼氏闻达于宋代，是当时官宦学者辈出的著名家族。

## 家族人物列表
不完全列表：
楼郁：北宋皇祐五年（1053年）进士。有五子。
- 楼常：北宋宋英宗治平二年（1065 年）乙科进士。有子楼弁、楼异。
- 楼光：宋神宗熙宁九年（1076年）进士。
- 楼肖
- 樓異：宋神宗元豐八年（1085年）進士。有五子：樓琛、樓璹、樓琚、樓璩、樓珌。
  - 樓璹
- 楼钥：隆兴元年（1163年）进士。有子樓淳、樓濛（早夭）、樓潚、樓治。

## 外部参考
- 略论北宋"庆历五先生"对宁波的文化贡献 (论文)
- 《鄞塘楼氏宗谱》
- 宋代四明士族人際網絡與社會文化活動—— 以樓氏家族為中心的觀察 （页面存档备份，存于） (学术论文)
- Linda Walton (美國學者)“Kinship, Marriage and Status in Song China: A Study of the Lou Lineage of NINGBO” (专题论文)(标题翻译：宋朝中国亲族关系、婚姻关系和社会地位：宁波楼氏家族研究)
- Richard L. Davis (美國學者), Court and Family in Sung China, 960-1279: Bureaucratic Success and Kinship Fortunes for the Shih of Ming-Chou (Durham: Duke University Press, 1986)(标题翻译：宋朝中国宫廷和家庭关系，公元960年至1279年：明州史氏的官僚成功和亲族命运 ，杜克大学出版社，1986)